# Городское (Вологодская область)
Городское — деревня в Шекснинском районе Вологодской области на реке Кольдюга.
Входит в состав сельского поселения Домшинского, с точки зрения административно-территориального деления — в Домшинский сельсовет.
Расстояние по автодороге до районного центра Шексны — 39,5 км, до центра муниципального образования Нестерово — 9,5 км. Ближайшие населённые пункты — Точка, Зыцово, Папушино.
По переписи 2002 года население — 2 человека.